# Ercheia cyllota
Ercheia cyllota är en fjärilsart som beskrevs av Achille Guenée 1852. Ercheia cyllota ingår i släktet Ercheia och familjen nattflyn. Inga underarter finns listade i Catalogue of Life.